# نويفوس مينيستيريوس (محطة مترو أنفاق مدريد)
نويفوس مينيستيريوس (بالإسبانية: Nuevos Ministerios)‏ هي محطة مترو أنفاق في مدريد في إسبانيا، تقع على الخط رقم 6.